# Snowboard nos Jogos Olímpicos de Inverno de 2022 - Halfpipe feminino
O halfpipe feminino do snowboard nos Jogos Olímpicos de Inverno de 2022 ocorreu nos dias 9 e 10 de fevereiro no Parque de Neve Genting, em Zhangjiakou.

## Medalhistas
| Ouro   | USA Chloe Kim         |
| Prata  | ESP Queralt Castellet |
| Bronze | JPN Sena Tomita       |

## Resultados
As 12 melhores atletas avançam para a final.

### Qualificação
| Pos. | Bib | Ordem | Atleta            | País                | Descida 1 | Descida 2 | Melhor | Notas |
| ---- | --- | ----- | ----------------- | ------------------- | --------- | --------- | ------ | ----- |
| 1    | 2   | 2     | Chloe Kim         | USA Estados Unidos  | 87.75     | 8.75      | 87.75  | Q     |
| 2    | 7   | 10    | Mitsuki Ono       | JPN Japão           | 79.50     | 83.75     | 83.75  | Q     |
| 3    | 1   | 4     | Cai Xuetong       | CHN China           | 83.25     | 55.50     | 83.25  | Q     |
| 4    | 4   | 3     | Queralt Castellet | ESP Espanha         | 78.75     | 49.50     | 78.75  | Q     |
| 5    | 6   | 16    | Sena Tomita       | JPN Japão           | 75.75     | 52.00     | 75.75  | Q     |
| 6    | 8   | 9     | Ruki Tomita       | JPN Japão           | 74.25     | 66.25     | 74.25  | Q     |
| 7    | 3   | 1     | Liu Jiayu         | CHN China           | 15.25     | 72.25     | 72.25  | Q     |
| 8    | 12  | 6     | Berenice Wicki    | SUI Suíça           | 71.50     | 40.50     | 71.50  | Q     |
| 9    | 10  | 20    | Elizabeth Hosking | CAN Canadá          | 10.00     | 70.50     | 70.50  | Q     |
| 10   | 16  | 17    | Brooke D'Hondt    | CAN Canadá          | 69.25     | 70.00     | 70.00  | Q     |
| 11   | 17  | 11    | Leilani Ettel     | GER Alemanha        | 68.75     | 15.75     | 68.75  | Q     |
| 12   | 13  | 12    | Qiu Leng          | CHN China           | 63.50     | 66.25     | 66.25  | Q     |
| 13   | 5   | 5     | Maddie Mastro     | USA Estados Unidos  | 65.75     | 51.50     | 65.75  |       |
| 14   | 18  | 19    | Emily Arthur      | AUS Austrália       | 62.50     | 19.75     | 62.50  |       |
| 15   | 11  | 13    | Kurumi Imai       | JPN Japão           | 54.75     | 49.75     | 54.75  |       |
| 16   | 15  | 18    | Tessa Maud        | USA Estados Unidos  | 53.50     | 10.00     | 53.50  |       |
| 17   | 14  | 21    | Zoe Kalapos       | USA Estados Unidos  | 20.00     | 51.75     | 51.75  |       |
| 18   | 20  | 22    | Šárka Pančochová  | CZE República Checa | 41.75     | 18.75     | 41.75  |       |
| 19   | 22  | 15    | Kamilla Kozuback  | HUN Hungria         | 35.50     | 15.00     | 35.50  |       |
| 20   | 21  | 8     | Lee Na-yoon       | KOR Coreia do Sul   | 31.00     | 34.50     | 34.50  |       |
| 21   | 19  | 14    | Jenise Spiteri    | MLT Malta           | 7.25      | 25.25     | 25.25  |       |
| 22   | 9   | 7     | Wu Shaotong       | CHN China           | 10.25     | 16.75     | 16.75  |       |

### Final
A final foi disputada em 10 de fevereiro às 11:00.
| Pos. | Bib | Ordem | Atleta            | País               | Descida 1 | Descida 2 | Descida 3 | Melhor | Notas |
| ---- | --- | ----- | ----------------- | ------------------ | --------- | --------- | --------- | ------ | ----- |
| 01 ! | 2   | 12    | Chloe Kim         | USA Estados Unidos | 94.00     | 27.00     | 26.25     | 94.00  |       |
| 02 ! | 4   | 9     | Queralt Castellet | ESP Espanha        | 69.25     | 90.25     | 78.25     | 90.25  |       |
| 03 ! | 6   | 8     | Sena Tomita       | JPN Japão          | 86.00     | 88.25     | 9.25      | 88.25  |       |
| 4    | 1   | 10    | Cai Xuetong       | CHN China          | 81.25     | 64.50     | 75.00     | 81.25  |       |
| 5    | 8   | 7     | Ruki Tomita       | JPN Japão          | 16.50     | 19.75     | 80.50     | 80.50  |       |
| 6    | 10  | 4     | Elizabeth Hosking | CAN Canadá         | 73.00     | 79.25     | 5.00      | 79.25  |       |
| 7    | 12  | 5     | Berenice Wicki    | SUI Suíça          | 76.25     | 74.75     | 11.25     | 76.25  |       |
| 8    | 3   | 6     | Liu Jiayu         | CHN China          | 11.25     | 4.75      | 73.50     | 73.50  |       |
| 9    | 7   | 11    | Mitsuki Ono       | JPN Japão          | 71.50     | 25.50     | 29.00     | 71.50  |       |
| 10   | 16  | 3     | Brooke D'Hondt    | CAN Canadá         | 66.75     | 11.00     | 9.00      | 66.75  |       |
| 11   | 17  | 2     | Leilani Ettel     | GER Alemanha       | 55.25     | 57.50     | 9.25      | 57.50  |       |
| 12   | 13  | 1     | Qiu Leng          | CHN China          | 53.75     | 9.50      | 18.75     | 53.75  |       |

Legenda
| Recorde mundial      | Recorde mundial (World record)               |                       | Recorde africano                      | Recorde africano (African) |                                           | Q | Classificado por posição (Qualified) |
| Recorde olímpico     | Recorde olímpico (Olympic record)            | Recorde da América    | Recorde da América (Americas)         | q                          | Classificado por melhor tempo (Qualified) |   |                                      |
| Melhor marca do ano  | Melhor marca do ano (World leading)          | Recorde asiático      | Recorde asiático (Asian)              | DNS                        | Não largou (Did not start)                |   |                                      |
| Recorde nacional     | Recorde nacional (National record)           | Recorde europeu       | Recorde europeu (European)            | DNF                        | Não terminou (Did not finish)             |   |                                      |
| Recorde pessoal      | Recorde pessoal do atleta (Personal best)    | Recorde da Oceania    | Recorde da Oceania (Oceania)          | DSQ / DQ                   | Desclassificado (Disqualified)            |   |                                      |
| Recorde da temporada | Recorde da temporada do atleta (Season best) | Recorde sul-americano | Recorde sul-americano (South America) | NM                         | Sem marca (No mark)                       |   |                                      |